# Bundestechnologiezentrum für Elektro- und Informationstechnik
Das Bundestechnologiezentrum für Elektro- und Informationstechnik (BFE) in Oldenburg ist ein Verein, der 1947 als Meisterschule für das Elektro-Handwerk gegründet wurde. Am 17. Juni 1947 begann der erste Meisterkurs, der in vier Monaten durchgeführt wurde. Heute nennt sich die Bildungseinrichtung „Kompetenzzentrum“ für die berufliche Aufstiegs- und Weiterbildung im Bereich der Elektro- und Informationstechnik.

## Weiterbildungsangebot
Die Bildungseinrichtung bietet Fortbildungslehrgänge zum Handwerksmeister, Betriebswirt im Handwerk und zum Fachplaner sowie Weiterbildungsmaßnahmen für Elektro- und IT-Berufe in den folgenden Bereichen:
- Arbeitssicherheit
- Elektrotechnik, EMV und Blitzschutz
- Energie- und Gebäudetechnik
- Erneuerbare Energien
- Gefahrenmeldetechnik, Sicherheitstechnik
- Haus- und Gebäudetechnik, gewerkeübergreifend
- Industrieautomation
- Kommunikations- und Datennetze
- Lichtwellenleitertechnik
- Strategische Informationstechnik
- IT-Sicherheit

## Bereiche

### Digitale Lernmedien
Seit 1995 erstellt das bfe-Multimedia-Team multimediale interaktive Lernsoftware, die für das Selbstlernen am PC sowohl für die Meisterausbildung als auch für die Erstausbildung geeignet ist. Mittlerweile werden durch bfe-media auch firmenspezifische Lerneinheiten, Produktschulungen, Videos und 3D-Visualisierungen produziert.

#### Lernsoftware für Elektrotechnik
Themen der Elektrotechnik können mit Hilfe von Lernprogrammen erarbeitet werden. Unter anderem stehen eine umfangreiche Lernprogrammreihe, die sowohl Grundlagenthemen (Grundlagen der Elektrotechnik 1–4, Drehstromtechnik, Wechselstromtechnik, Mess- und Regelungstechnik, Elektronik usw.), als auch spezifische Themen, wie beispielsweise EIB/KNX-Installationsbus oder Beleuchtungstechnik abdeckt, zur Verfügung.
Alle Lerninhalte werden über Audiotexte vermittelt, um das Lesen längerer Texte am Bildschirm zu vermeiden. Merksätze, wichtige Formeln, Zusammenfassungen und Aufgaben werden jedoch auch als Bildschirmtexte angezeigt.

#### E-Learning für Unternehmen
Lernen mit Hilfe elektronischer Medien (E-Learning) ermöglicht vor allem Berufstätigen, die sich weiterqualifizieren wollen, ihre Lernzeiten selbst zu bestimmen, so dass sie parallel weiterhin ihrer Berufstätigkeit nachgehen können.